# ديفيد غارارد
ديفيد غارارد (بالإنجليزية: David Garrard)‏ هو شخصية أعمال بريطاني، ولد في 12 يناير 1939 في استراتام ‏ في المملكة المتحدة.